# Chak Alahi Bakhash
Chak Alahi Bakhash (em panjabi: ਚਕ ਅਲਾਹੀ ਬਖ਼ਸ਼) é uma aldeia localizada no distrito de Shaheed Bhagat Singh Nagar, no estado de Punjab, na Índia. Está localizado a 16,2 (10,1 mi) quilômetros de Rahon, 20 (12 mi) quilômetros da cidade de Nawanshahr, 24 quilômetros (15 mi) do distrito Shaheed Bhagat Singh Nagas e 88 quilômetros (51 mi) da capital do estado, Chandigarh. A aldeia, assim como as demais indianas, é governada por um sarpanch, eleito democraticamente pela maioria da população residente no assentamento.

## Demografia
Segundo o relatório publicado pelo Censo da Índia de 2011, a aldeia Chak Alahi Bakhash é composta por um total de 94 casas e a população total é de 459 habitantes, dos quais 240 são do sexo masculino e 219, do sexo feminino. O nível de alfabetização da aldeia é 86.80% maior que a média do estado, a qual é de 75.84%.
Conforme constatação do Censo, 149 pessoas exercem seu trabalho fora da aldeia; dessas, 124 são homens e 25 são mulheres. O levantamento do governo também consta que 79.19% dos trabalhadores ocupam um serviço como trabalho formal e único, enquanto os outros 20.81% estão envolvidos em atividades marginais, trabalhando como meio de subsistência em diferentes lugares em menos de seis meses.

## Educação
Na aldeia, não há nenhuma escola, e os estudantes precisam ir a outras aldeias para estudar; muitas dessas aldeias estão distantes por dez quilômetros. Nas proximidades, destaca-se a Lovely Professional University a 63 quilômetros. Outras instituições de ensino também representam papel importante na região: B.K.M College of Education e Doaba Group.

## Transporte
A estação de trem mais próxima de Chak Alahi Bakhash é Nawanshahr; no entanto, a estação principal, Garhshankar, está a 28,5 quilômetros (17,7 mi) de distância. O aeroporto mais perto é Sahnewal, localizado a 62 quilômetros, e o aeroporto internacional mais próximo é o Sri Guru Ram Dass Jee, a 172 quilômetros.